# Xã Osage, Quận Mitchell, Iowa
Xã Osage (tiếng Anh: Osage Township) là một xã thuộc quận Mitchell, tiểu bang Iowa, Hoa Kỳ. Năm 2010, dân số của xã này là 3.934 người.